# Tašuľa
Tašuľa, do roku 1948 Tašoľa (maďarsky Tasolya) je obec na Slovensku. Nachází se v Košickém kraji, v okrese Sobrance. Obec má rozlohu 6,02 km² a leží v nadmořské výšce 104 m. V roce 2011 v obci žilo 205 obyvatel.

## Historie
První písemná zmínka o obci pochází z roku 1288. V roce 1921 zde žilo 359 obyvatel, z toho 332 Čechoslováků, 6 Rusínů, 1 Maďar a 19 Židů. V letech 1938 až 1944 byla obec na základě první vídeňské arbitráže součástí Maďarska.